# Arthur Honegger
Arthur Honegger (Le Havre, 10 marzo 1892 – Parigi, 27 novembre 1955) è stato un compositore svizzero.
Nato in Francia e vissuto per gran parte del tempo a Parigi, Arthur Honegger fu membro del Gruppo dei Sei. Il suo lavoro più frequentemente rappresentato è il Pacific 231 per orchestra, che imita il suono di una locomotiva a vapore. Honegger infatti era un grandissimo appassionato di treni, al punto da dichiarare una volta: "ho sempre amato le locomotive passionalmente. Per me sono creature viventi e le amo come altri amano le donne o i cavalli".

## Biografia
Honegger studiò il violino con Willem de Boer al Conservatorio di Zurigo dal 1909 al 1911 e con Lucien Capet a Parigi dal 1911 al 1913. Inoltre, fu allievo di Gedalge (contrappunto), di Widor (orchestrazione) e di Vincent d'Indy (direzione d'orchestra). Tra la prima e la seconda guerra mondiale Honegger fu molto prolifico. Compose le musiche del film epico Napoleone (1927) di Abel Gance, e scrisse molte musiche, tra cui nove balletti e tre opere. Una di queste tre, Jeanne d'Arc au Bûcher (1935) è considerata uno dei suoi lavori più raffinati: venne in seguito trasformata in film da Roberto Rossellini con il nome di Giovanna d'Arco al rogo. Un'altra opera degna di attenzione è Antigone, composta su un libretto di Jean Cocteau del 1922.
A queste fatiche solitarie affiancò l'opera L'Aiglon (1937), scritta in collaborazione con Jacques Ibert (col quale realizzò anche un'altra operetta). Sempre in questo periodo scrisse anche la Danse de la Chèvre (1921). Dedicato a René Le Roy e scritto soltanto per il flauto, questo brano è vitale e giovane ma racchiude in sé tutte le linee guida dell'opera di Honegger.
L'operetta Les Aventures du Roi Pausole (che si è ispirata a Le avventure di re Pausole di Pierre Louÿs) ha la prima il 12 dicembre 1930 al Théâtre des Bouffes-Parisiens di Parigi arrivando a 500 rappresentazioni.
Honegger non recise mai il legame con la Svizzera, suo paese d'origine, ma con l'incalzare della guerra e con l'invasione nazista della Francia si ritrovò giocoforza intrappolato a Parigi. Allora s'arruolò nella Resistenza francese ma non ebbe mai eccessivi problemi con i nazisti, che gli permisero di continuare a lavorare senza troppe interferenze. Nel 1935 collaborò col danzatore e coreografo Serge Lifar per la musica del balletto Icare, costruita su ritmi dettati dal coreografo e poi orchestrati dal compositore. In ogni caso la guerra fu un duro colpo per lui. Ciononostante, prima della morte riuscì a scrivere le sue ultime quattro sinfonie (dalla 2 alla 5), che tutt'oggi vengono spesso eseguite e registrate.
Fu anche un valido insegnante di musica e tra i suoi allievi figurò Marcel Delannoy.
Arthur Honegger morì il 27 novembre 1955 e fu sepolto al cimitero di Saint-Vincent nel quartiere Montmartre a Parigi.
Les Aventures du Roi Pausole ebbe la prima come Die Abenteuer des Königs Pausole il 9 marzo 1955 all'Opera di Amburgo; andò in scena al Grand Théâtre di Ginevra nel 1960 ed ebbe la prima nel 1978 a Norimberga.

## Stile
Benché Honegger sia stato membro del Gruppo dei Sei, il suo lavoro non rispecchia la giocosità e la semplicità del resto del gruppo. Pur reagendo contro il romanticismo di Richard Wagner e Richard Strauss come fecero gli altri membri, nei suoi lavori più maturi Honegger mostra invece di subirne l'influenza, come si possono trovare anche legami con il colorismo di Debussy e del primo Schönberg sintetizzati nel suo stile politonale e contrappuntisticamente rigoroso (Bach fu sempre il suo modello supremo, in questo c'è una certa vicinanza con Hindemith). A dispetto della differenza tra i loro stili, Honegger fu molto amico del giovane Darius Milhaud, anch'egli membro dei Sei, avendo studiato insieme a lui al Conservatorio di Parigi. Tra i Sei, fu con Milhaud che Honegger stabilì il maggior contatto.
Il suo brano più celebre è Pacific 231 per orchestra, in cui viene descritta la marcia di una locomotiva. Il "macchinismo" che svetta in questo lavoro può essere associato alla Fonderia Op. 19 di Aleksandr Mosolov, principale esponente del futurismo russo.

## Principali opere

### Opere sinfoniche
- Pastorale d'estate, (1920)
- Orazio vittorioso, (1920)
- Movimento sinfonico n. 1 "Pacific 231" , (1923)
- Movimento sinfonico n. 2 "Rugby" , (1928)
- Sinfonia n. 1 (1931)
- Movimento sinfonico n. 3 (1933)
- Sinfonia n. 2 per archi e tromba ad libitum, (1941) all'Opernhaus Zürich nel 1942
- Sinfonia n. 3 Liturgica (1946)
- Sinfonia n. 4 Deliciae Basilienses (1946)
- Sinfonia n. 5 Di tre re (1951)

## Colonne sonore
Mademoiselle Docteur, (1937) film di Georg Wilhelm Pabst

## Omaggi
- Honegger figura sulle banconote da 20 franchi svizzeri.
- Serge Ivanoff dipinse il suo ritratto a Parigi nel 1944.